# Alfredo Palmero de Gregorio

Puente en Paris

Alfredo Palmero de Gregorio (Almodóvar del Campo, 12 de marzo de 1901 – Barcelona, 5 de marzo de 1991) fue un pintor español reconocido por su estilo realista y sus representaciones de escenas costumbristas y urbanas. Es conocido como uno de los principales exponentes del realismo español en el siglo XX.

## Biografía
Alfredo Palmero nació en Almodóvar del Campo, Ciudad Real, el 12 de marzo de 1901. Desde temprana edad, mostró interés por la pintura, lo que lo llevó a formarse en la Real Academia de Bellas Artes de San Fernando en Madrid a partir de 1914. Entre sus compañeros se encontraban artistas destacados como Gregorio Prieto y Joaquín Valverde.
En 1920, realizó su primera exposición en el Casino de Ciudad Real. Posteriormente, viajó a París e Italia, donde entró en contacto con las principales corrientes artísticas de la época, incluyendo el impresionismo y el realismo moderno. A su regreso a España, trabajó como profesor en institutos de Ciudad Real, Burgos, Toledo y Barcelona, ciudad donde finalmente se estableció.

## Obra
La obra de Alfredo Palmero abarca una variedad de temáticas, incluyendo:
- Escenas costumbristas: Representaciones de la vida cotidiana española.
- Paisajes urbanos: Retratos de ciudades como París y Barcelona.
- Estudios de la figura humana: Especialmente en entornos cotidianos y artísticos.

Su estilo se caracteriza por un realismo técnico, con especial atención al uso de la luz y el color. Algunas de sus obras más reconocidas incluyen:
- Café en la ópera de París.
- Place de Clichy - París.
- Los libreros.

## Museo Palmero
En 1960, Alfredo Palmero fundó el Museo Palmero en su localidad natal, Almodóvar del Campo. Este museo alberga una extensa colección de su obra, así como objetos personales y materiales relacionados con su vida artística.

## Reconocimientos y Legado
Alfredo Palmero recibió numerosos reconocimientos a lo largo de su vida, consolidándose como uno de los principales pintores de su generación. Su obra continúa siendo expuesta en museos y colecciones privadas en España y en el extranjero. Falleció en Barcelona el 5 de marzo de 1991.